# Exárchia

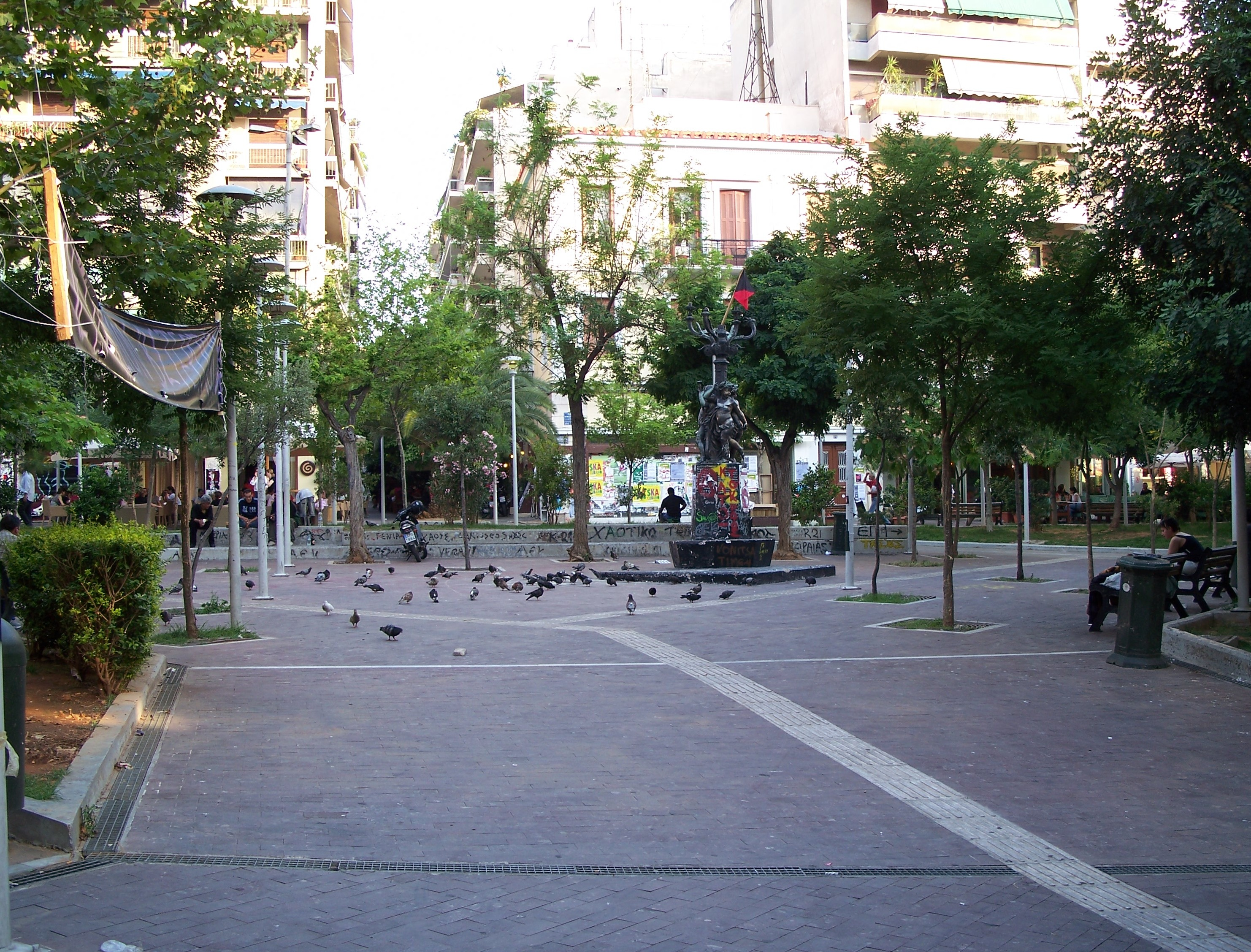
Praça central de Exárchia em 2007

Exárchia (em grego Εξάρχεια) é um bairro central da cidade de Atenas (Grécia) próximo ao edifício histórico da Universidade Politécnica Nacional de Atenas. A região é famosa por ser ponto de encontro de militantes de esquerda.
Seu nome é uma referência ao mercador Éxarchos (em grego Έξαρχος) que fundou um grande comércio no local. Exárchia é limitada a leste pelo bairro de Kolonáki.

## História
O distrito de Exarcheia foi criado entre 1870 e 1880 nos confins da cidade e tem desempenhado um papel significativo na vida social e política da Grécia. É lá que ocorreu o levante politécnico de Atenas de novembro de 1973. Exarcheia é um lugar onde muitos intelectuais e artistas vivem e uma área onde muitos grupos socialistas,  anarquista e anti-fascista são acomodados. A sede do PASOK, um partido político grego que apoiou medidas de austeridade ditadas pela União Europeia em 2009, também está localizada no bairro e tem sido alvo de ataques de anarquistas.